# ایچینومیا، آیچی
ایچینومیا از شهرهای استان آیچی ژاپن است که جمعیت آن در ۱ ژانویه ۲۰۰۸ ۳۷۵٬۹۳۹نفر بوده‌است.